# Historia Tunezji

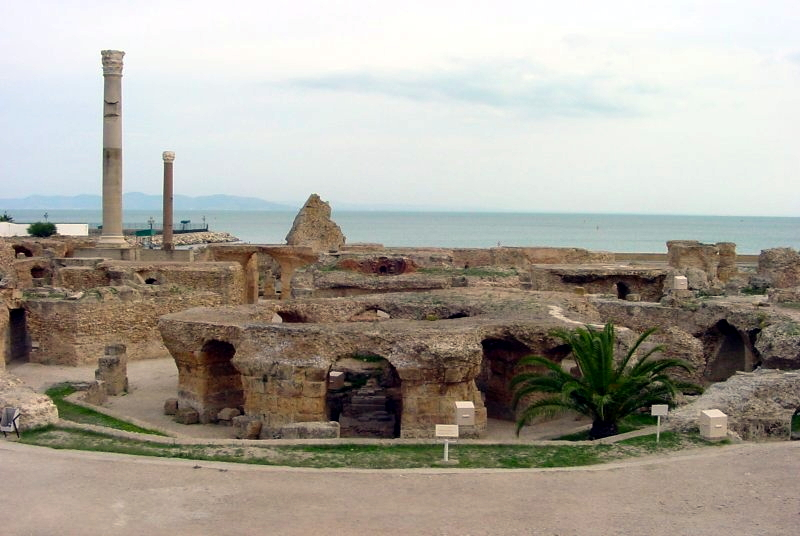
Ruiny Kartaginy

Historia Tunezji – Tunezja jest najmniejszym państwem Maghrebu i jedną z najstarszych republik na świecie.

## Przed kolonizacją
Na przełomie III i II tysiąclecia p.n.e. na obszar obecnej Tunezji nastąpił napływ ludów koczowniczych ze wschodu i południa Afryki. W II tysiącleciu p.n.e. rozpoczęła się kolonializacja fenicka, najważniejszą kolonię stanowiła Kartagina. W wyniku wojen punickich obszar Kartaginy został włączony w skład Imperium Rzymskiego. W V wieku n.e. Rzymianie zostali wyparci przez germańskich Wandalów, którzy z kolei zostali pokonani w połowie VI wieku przez Bizancjum. W drugiej połowie VII w. Tunezję podbili Arabowie, którzy zislamizowali kraj. W 1574 roku kraj włączono do Imperium Osmańskiego. Od 1590 roku realna władza należała do bejów, którzy jedynie formalnie uznawali zwierzchnictwo osmańskie. Wybrzeże stało się bazą wypadową piratów.

## Pod panowaniem francuskim
W XIX wieku coraz bardziej intensywna penetracja mocarstw europejskich zakończona w 1881 roku ustanowieniem w Tunezji protektoratu francuskiego. Od początku okupacji francuskiej rozwijał się ruch antykolonialny. W latach 20. narodziły się partię polityczne, w tym partia Dustur. W trakcie II wojny światowej Tunezja dostała się pod okupację włosko-niemiecką i stała się obszarem walk. Od 1943 roku ponownie w rękach Francji. Po zakończeniu wojny na sile przybrała walka o niepodległość. Toczyła się ona głównie za pomocą metod politycznych, nie obeszło się jednak także bez niepodległościowej działalności partyzanckiej. W 1951 roku podpisano porozumienie z Francją, które regulowało zarządzanie krajem. W 1954 roku Tunezja uzyskała autonomię wewnętrzną a w 1956 roku niepodległość. W 1957 roku ustanowiono republikę. Ostatni żołnierze francuscy wycofali się z Tunezji w 1963 roku.

## Niepodległa Tunezja
Rządy w niepodległej Tunezji objęła Neo-Dustur i prezydent Habib Burgiba. Rządy Neo-Dustur wiązały się z polityką niezaangażowania, współpracą z państwami Zachodu oraz umacnianiem więzi gospodarczych i politycznych z Francją. W latach 70. wystąpiły wewnętrzne problemy natury gospodarczej i politycznej. W 1974 roku parlament zapewnił Burgibie dożywotnią prezydenturę. W 1979 roku do Tunisu przeniesiono siedzibę Ligi Państw Arabskich. Po zamieszkach z przełomu lat 70. i 80. władze dopuściły do działalności inne partie. W 1987 roku Burgiba został odsunięty od władzy przez generała Zajna al-Abidina ibn Alego ogłoszonego następnie prezydentem. W 1996 roku Tunezja nawiązała relacje dyplomatyczne z Izraelem na najniższym szczeblu (jako czwarte państwo arabskie). 

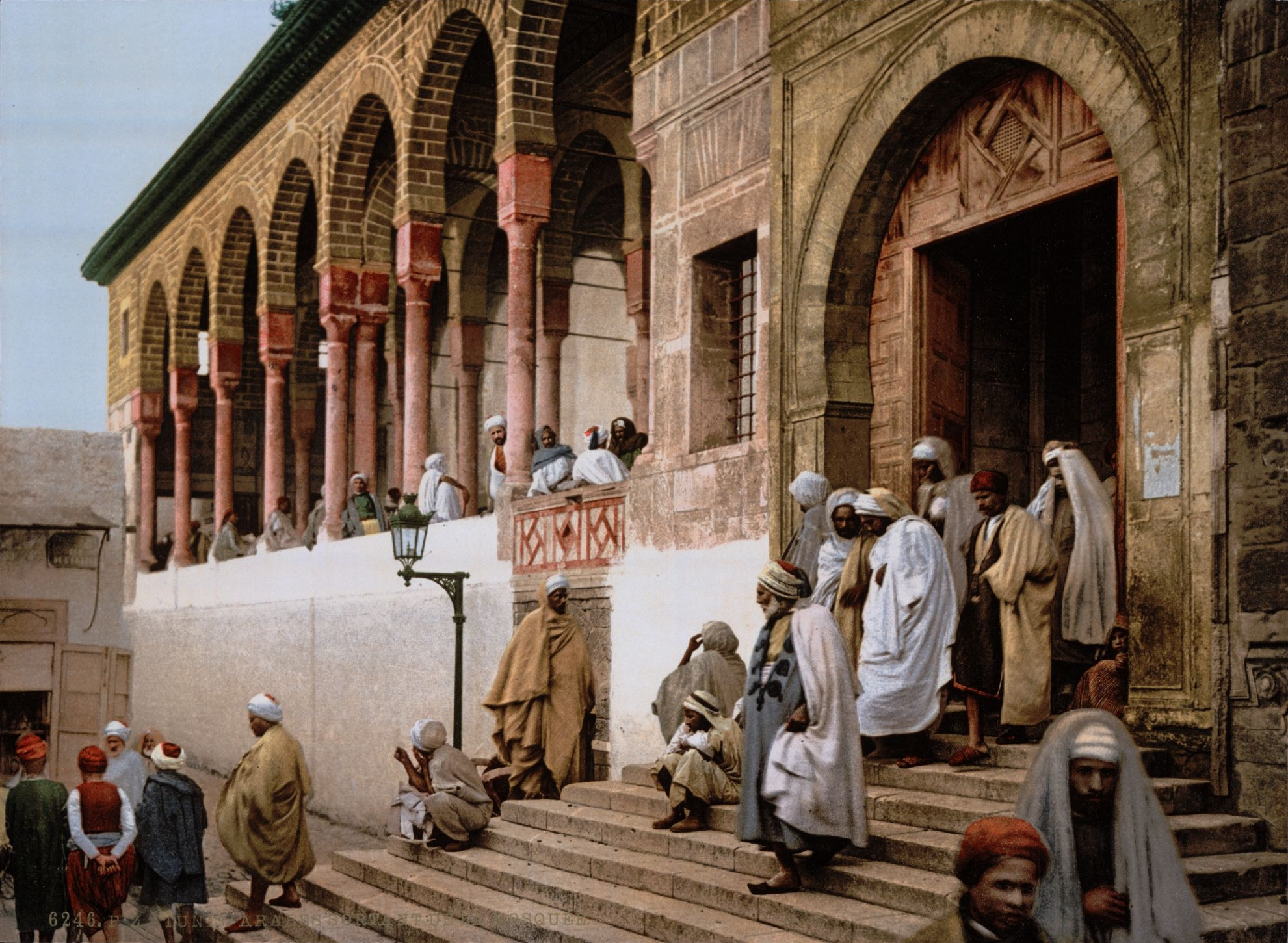
Meczet w Tunisie z 1899 roku

14 stycznia 2011 roku ibn Ali uciekł z kraju pod wpływem rozpoczętych 17 grudnia 2010 masowych protestów społecznych. Po wydarzeniach arabskiej wiosny, 23 października 2011 odbyły się wybory do Zgromadzenia Konstytucyjnego, które miało pełnić rolę tymczasowego parlamentu. Zwyciężyła w nich konserwatywna Partia Odrodzenia (Hizb an-Nahda) zdobywając 41,47% głosów. 13 grudnia 2011 na nowego prezydenta kraju został zaprzysiężony Al-Munsif al-Marzuki, przywódca partii Kongres Republiki.
Na podstawie uchwalonej 27 stycznia 2014 nowej konstytucji, 26 października 2014 odbyły się wybory parlamentarne do Zgromadzenia Przedstawicieli Ludowych, w których zwyciężyła laicka partia Wezwanie Tunezji (wywodząca się ze środowiska dawnych współpracowników ibn Alego). W wyborach prezydenckich, które odbyły się 23 listopada i 21 grudnia 2014 były premier Al-Badżi Ka’id as-Sibsi zdobył 55,68% głosów w drugiej turze i pokonał urzędującego prezydenta Al-Munsifa al-Marzukiego, który otrzymał 44,32% głosów. 31 grudnia 2014 as-Sibsi został oficjalnie zaprzysiężony na stanowisku głowy państwa.
18 marca 2015 doszło w Tunisie do zamachu terrorystycznego przeprowadzonego przez bojowników Państwa Islamskiego na turystów zwiedzających Muzeum Bardo. Śmierć poniosły 23 osoby, obywatele wielu państw świata.
We wrześniu 2021 r. Kaïs Saïed ogłosił nadchodzącą reformę konstytucji z 2014 r. i utworzenie nowego rządu.